# Sulak Sivaraksa
Sulak Sivaraksa (thaï : สุลักษณ์ ศิวรักษ์ ; Sulak Sivarak), né le 27 mars 1933 à Bangkok, est un bouddhiste thaïlandais, militant dans les domaines du social, de l’écologie et des droits humains. C'est l'un des intellectuels et critiques bouddhistes les plus respectés en Thaïlande. Il a été accusé de crime de lèse-majesté à trois reprises et il a été acquitté à chaque fois.

## Biographie
C'est un militant depuis toujours pour la démocratie. Il dénonce le règne de l'argent sur la politique thaïlandaise et notamment le bouddhisme, en particulier au sein de certaines congrégations telle la secte Dhammakaya. Il émet des doutes quant à l'histoire officielle du pays, en particulier sur le mythique duel d'éléphant entre le roi Naresuan et un prince birman au XVIe siècle, mythe dont les livres d'école et le film King Naresuan ( ตำนานสมเด็จพระนเรศวรมหาราช / Tamnan Somdet Phra Naresuan Maha Rath / The Legend of Naresuan: Part V, ภาค ๕, ยุทธหัตถี, Elephant Battle (2014)) du prince Chatrichalerm Yukol font le récit,.
Il vit et à toujours vécu dans la maison de son enfance, une vieille maison en bois coloré à Bang Rak au cœur du vieux Bangkok, vielle demeure dont il a hérité.
Il fait ses études d'abord dans un lycée catholique à côte de chez lui, l'Assumption college à Bangkok, avant de les poursuivre à l'université du Pays de Galles à Lampeter, puis de retourner en Thaïlande au début des années 1960, pour travailler aux universités Thammasat et Chulalongkorn.

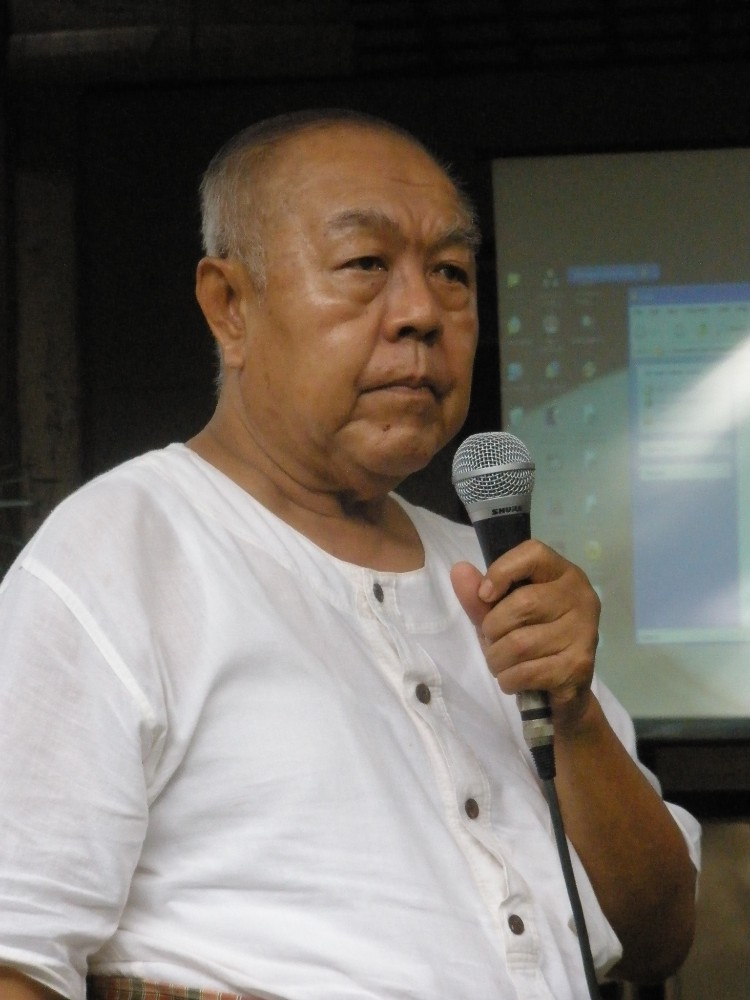
Discours de Sulak Siwaraksa au en 2009.

Il fonde en 1963 la Social Science Review (Revue des sciences sociales), qui joue un rôle important dans la prise de conscience du mouvement étudiant qui conduit au renversement du régime militaire en 1973. Sa pensée politique est inspirée par le bouddhisme mais également par la pensée du Mahatma Gandhi et des quakers. Il est aussi le fondateur du mouvement indigène NGO.
Son mouvement est connu sous le nom de Réseau international des bouddhistes engagés (International Network of Engaged Buddhists). Ses principes sont le rejet de la consommation excessive à l'occidentale et la mise en avant de la dimension spirituelle de la vie humaine.

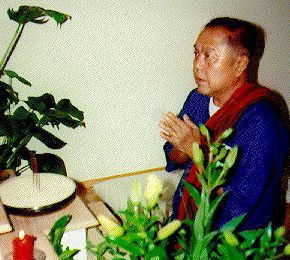
Sulak Sivaraksa au Centre bouddhiste de Salzbourg, en 1999.

En 1976, il fuit la Thaïlande à cause du coup d'État. En 1984, son livre Unmasking Thai Society le conduit devant un tribunal où il est accusé de crime de lèse-majesté ; le procès dure quatre mois, le roi intervient pour que l'accusation soit levée mais les militaires de la junte reprennent ces mêmes accusations après un discours à l'université de Sivaraksa. Il est acquitté en 1996 et reçoit la même année, le « prix Nobel alternatif ».
Il est membre du comité de parrainage du Tribunal Russell sur la Palestine, fondé en mars 2009. 
Il est à nouveau arrêté pour crimes de lèse-majesté en 2009, mais les accusations sont abandonnées.
Sulak Sivaraksa apparaît dans le film documentaire sur le 14e dalaï-lama Dalai Lama Renaissance, sorti en 2007.
En avril 2014, souhaitant visiter la terre de ses ancêtres dans le Taechiew, l'extrémité orientale du Guangdong en Chine, il se voit refuser un visa par l’ambassade de Chine à Bangkok, au motif de ses liens avec le dalaï-lama. 
La même année, en 2014, lors d'un séminaire sur la (dé)construction de l'Histoire, il émet des doutes quant à l'histoire officielle de la Thaïlande, arguant notamment que le mythique duel d'éléphant entre le roi Naresuan et le prince héritier birman Minchit Sra (Mingyi Swa), qui avait permis au Siam de repousser les Birmans glorieusement au XVIe siècle (le 25 janvier 1592 ou en 1593), n'a peut-être pas eu lieu, ou du moins pas de la manière dont les livres d'école (reprise notamment dans la cinquième partie du film King Naresuan, le souverain du Siam de Chatrichalerm Yukol) en font le récit. Deux fonctionnaires membres des forces de l'ordre l'ont alors accusé de crime de lèse-majesté,, mais finalement, par « manque de preuves », les chefs d'accusation ont été levés.
En mai 2024, Sulak Sivaraksa effectue un voyage en France, à Antony (Haut de Seine), pour rendre hommage à Pridi Banomyong.

## Sources

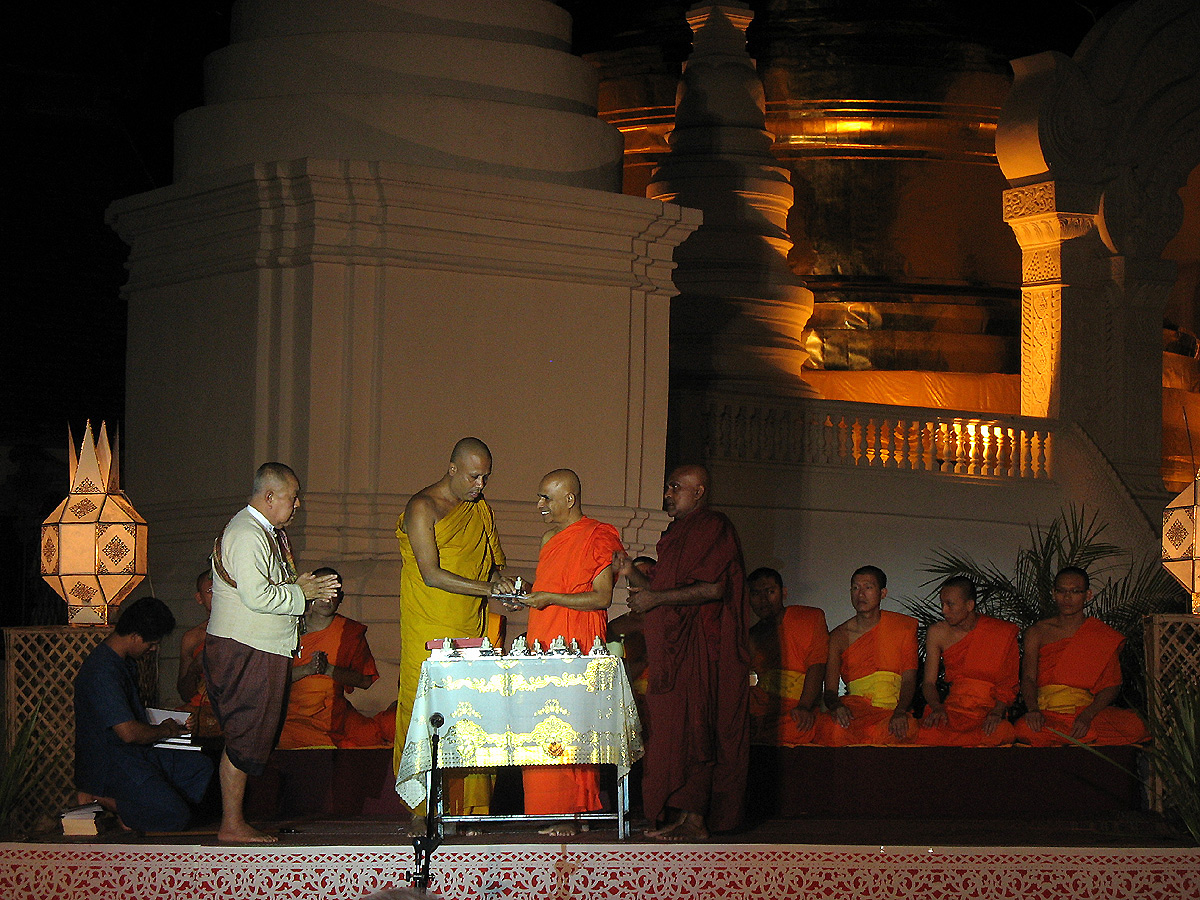
INEB - Conférence à Chiang Mai en 2009. Des bonzes du Sri Lanka offrent un présent à maître Sulak Sivaraksa

La voie du Bouddha au Siam, article publié dans l'ouvrage "Thaïlande" de Guido Franco, Éditions Autrement.
Rencontre avec Sulak Sivaraksa, intellectuel du bouddhisme, entretien réalisé par Eugénie Mérieau.